# Den nordiska floran
Den nordiska floran är en svensk flora från 1992 av Lennart Stenberg, Stefan Ericsson och Bo Mossberg som beskriver de vanligt kärlväxter som är förekommande i Norden.

## Om verket
Floran omfattar cirka 2 500 arter, inklusive underarter och varieteter, vilka beskrivs och illustreras på de 696 sidorna. När verket publicerades utmärkte det sig mot tidigare floror genom att det inte innehöll någon artbestämningsnyckel. Bedömare menar att Den nordiska floran fick ett mycket gott mottagande och att den i sin enkelhet och sina vackra illustrationer tilltalade inte bara professionella utan även en bredare allmänhet. Samtidigt fick just avsaknaden av en artbestämningsnyckel kritik i samtiden.
Stenberg svarade för beskrivningen av växterna, Ericsson för kartorna som visade deras spridning och Mossberg för illustrationerna av växterna.
Verket presenterar varje växtfamilj och ger uppgifter om gemensamma drag hos olika släkten. Floran ger även uppgift om hur många arter varje grupp omfattar. Till beskrivningarna finns akvareller som avbilder de enskilda arterna, i förekommande fall finns även målningar av växternas karaktäristiska detaljer, utvecklingsskeden eller habitat.
Sedan Den nordiska floran gavs ut 1992 har två nya upplagor givits ut under andra namn: Den nya nordiska floran (2003) och Nordens flora (2018). Även de är gjorda av Stenberg och Mossberg.
Verket nominerades till Augustpriset i kategorin för facklitteratur 1992, med motiveringen att det var "ett unikt praktverk med stora estetiska kvaliteter." Vinsten gick dock till  Gunnar Brobergs Gyllene äpplen (1992).

### Fotnoter
1. 1 2 3 4 5  ”Den nordiska floran”. Svenska Botaniska Föreningen (SBF). 6 juli 2020. Arkiverad från originalet den 5 augusti 2021. https://web.archive.org/web/20210805183811/https://svenskbotanik.se/product/den-nordiska-floran/. Läst 5 augusti 2021.
2. 1 2  Nordin, Torgny (15 juli 2018). ”Nytt standardverk över Floras rike”. gp.se. Arkiverad från originalet den 9 augusti 2022. https://web.archive.org/web/20220809103948/https://www.gp.se/kultur/kultur/nytt-standardverk-%C3%B6ver-floras-rike-1.7145347. Läst 5 augusti 2021.
3. 1 2  Hans Krook (4 juni 1992). ”Svårfunna växter”. Svenska Dagbladet (SvD):  s. 24. Arkiverad från originalet den 5 augusti 2021. https://web.archive.org/web/20210805185313/https://www.svd.se/arkiv/1992-06-04/24. Läst 5 augusti 2021.
4. 1 2  Sjöberg, Fredrik (19 augusti 2018). ”Näckrosen har plötsligt blivit mycket gammal”. Svenska Dagbladet. ISSN 1101-2412. Arkiverad från originalet den 5 augusti 2021. https://web.archive.org/web/20210805124149/https://www.svd.se/nackrosen-har-plotsligt-blivit-mycket-gammal. Läst 5 augusti 2021.
5. ↑  Kerstin Kåll (23 oktober 1992). ”Oväntade nomineringar till Augustpriset”. Dagens nyheter:  s. B5. Arkiverad från originalet den 9 augusti 2022. https://web.archive.org/web/20220809103958/https://arkivet.dn.se/tidning/1992-10-23/289/25?searchTerm=%22Bo+Mossberg%22. Läst 5 augusti 2021.
6. ↑  Carl Otto Werkelid (23 oktober 1992). ”Nomineringarna klara till årets August-pris”. Svenska Dagbladet (SvD):  s. 34. Arkiverad från originalet den 5 augusti 2021. https://web.archive.org/web/20210805185311/https://www.svd.se/arkiv/1992-10-23/34. Läst 5 augusti 2021.
7. ↑  ”Den Nordiska Floran | Augustpriset”. www.augustpriset.se. Arkiverad från originalet den 5 augusti 2021. https://web.archive.org/web/20210805184601/https://www.augustpriset.se/bidrag/den-nordiska-floran. Läst 5 augusti 2021.
8. ↑  ”Gyllene äpplen | Augustpriset”. www.augustpriset.se. Arkiverad från originalet den 5 augusti 2021. https://web.archive.org/web/20210805202836/https://www.augustpriset.se/bidrag/gyllene-applen. Läst 5 augusti 2021.